# Ricky Rubio
Ricard Rubio Vives, detto Ricky (El Masnou, 21 ottobre 1990), è un cestista spagnolo, di ruolo playmaker.

## Caratteristiche tecniche
Playmaker classico dotato di grande visione di gioco e molto bravo nell'effettuare i passaggi no-look. La sua visione di gioco gli permette anche di essere un ottimo rubapalloni.

## Carriera

### Inizi in Europa (2005-2011)

#### L'esordio nello Joventut Badalona (2005-2009)
Cresciuto cestisticamente con lo Joventut Badalona, ha esordito nella Liga ACB nella stagione 2005-06 all'età di quattordici anni, undici mesi e ventiquattro giorni, diventando così il più giovane giocatore a prenderne parte. Il 24 ottobre 2006 all'età di sedici anni ha esordito in Eurolega contro il Panathinaikos B.C.. Nel 2008 è stato incluso nella lista dei 12 convocati della Nazionale spagnola per la XXIX Olimpiade.

#### Draft NBA 2009 e biennio al Barcellona (2009-2011)

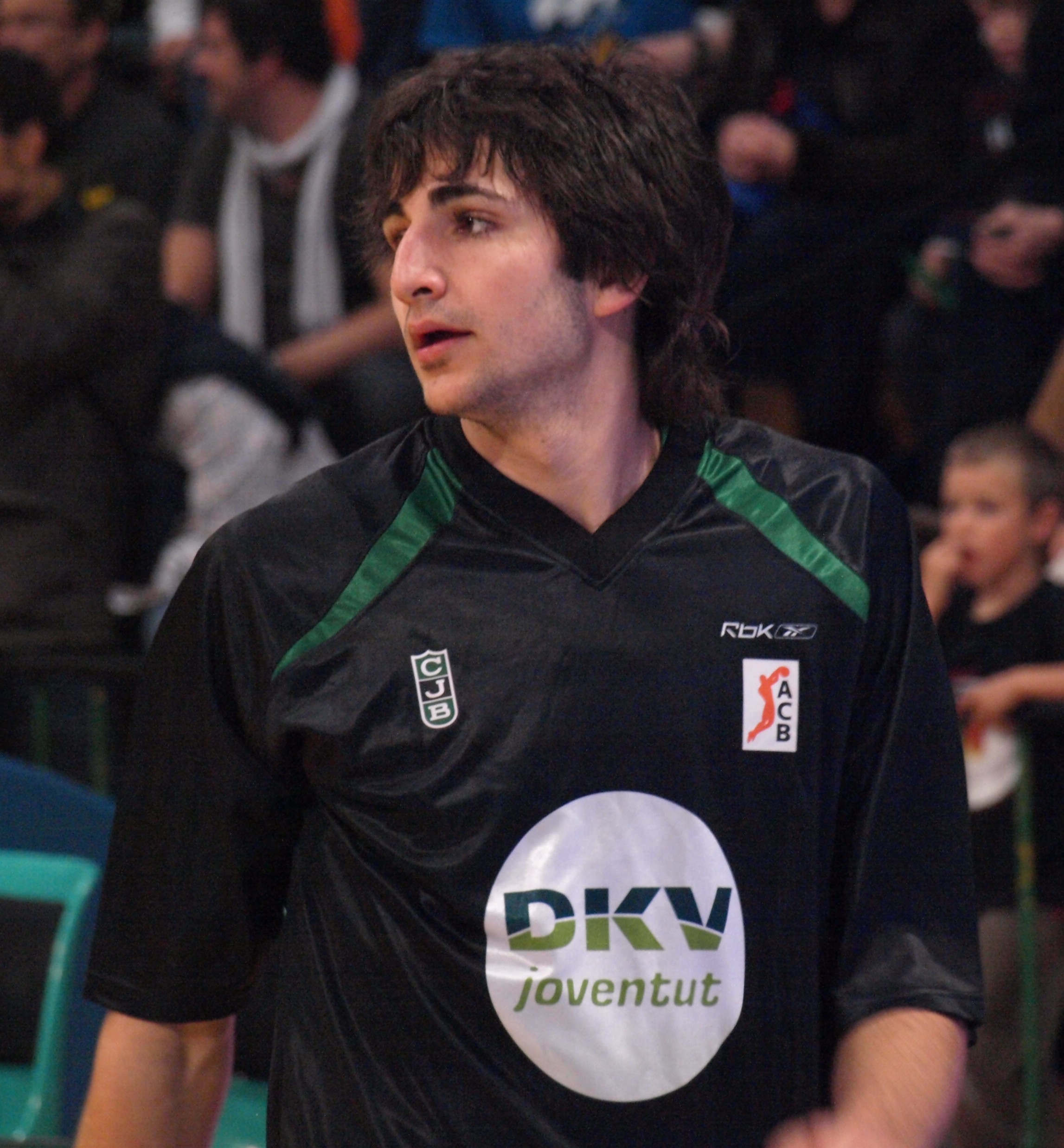
Rubio alla Joventut Badalona

Il 21 aprile 2009 si rese eleggibile al Draft NBA 2009, pur essendo sotto contratto con il Badalona fino al 2011 con un buyout fissato a 5,7 milioni di euro; il 25 giugno 2009 al Draft venne scelto dai Minnesota Timberwolves alla quinta chiamata assoluta. Prima del Draft era visto come il migliore prospetto europeo del momento.
Secondo il regolamento NBA una franchigia non può pagare più di 500.000 dollari ad una squadra o federazione straniera per liberare un giocatore. Per questo motivo e per la scarsa appetibilità del mercato del Minnesota, dopo diversi mesi di trattative tra il general manager della franchigia NBA David Kahn e la compagine spagnola, Rubio scelse di posticipare il proprio approdo oltreoceano, decidendo di rimanere in Europa accasandosi nel Barcellona (dopo essere stato cercato anche dal Real Madrid e da altre franchigie NBA) con un contratto di 6 anni con una clausola NBA escape dal 2011.

### NBA (2011-2024)

#### Minnesota Timberwolves (2011-2017)
Il 17 giugno 2011 delle fonti comunicarono che dalla stagione 2011-2012 Rubio sarebbe andato a giocare nella NBA, ai Minnesota Timberwolves, lasciando anticipatamente il Barcellona. Al suo primo anno in NBA Rubio mise a referto 10,6 punti e 8,2 assist di media, facendosi amare immediatamente dai tifosi dei Timberwolves, che intonarono cori per lui. La sua stagione si interruppe il 9 marzo 2012, quando un contatto di gioco con Kobe Bryant nell'ultimo minuto della sfida contro i Lakers gli provocò una lesione al legamento crociato anteriore sinistro: l'infortunio lo costrinse a saltare anche le Olimpiadi di Londra 2012 con la nazionale spagnola.

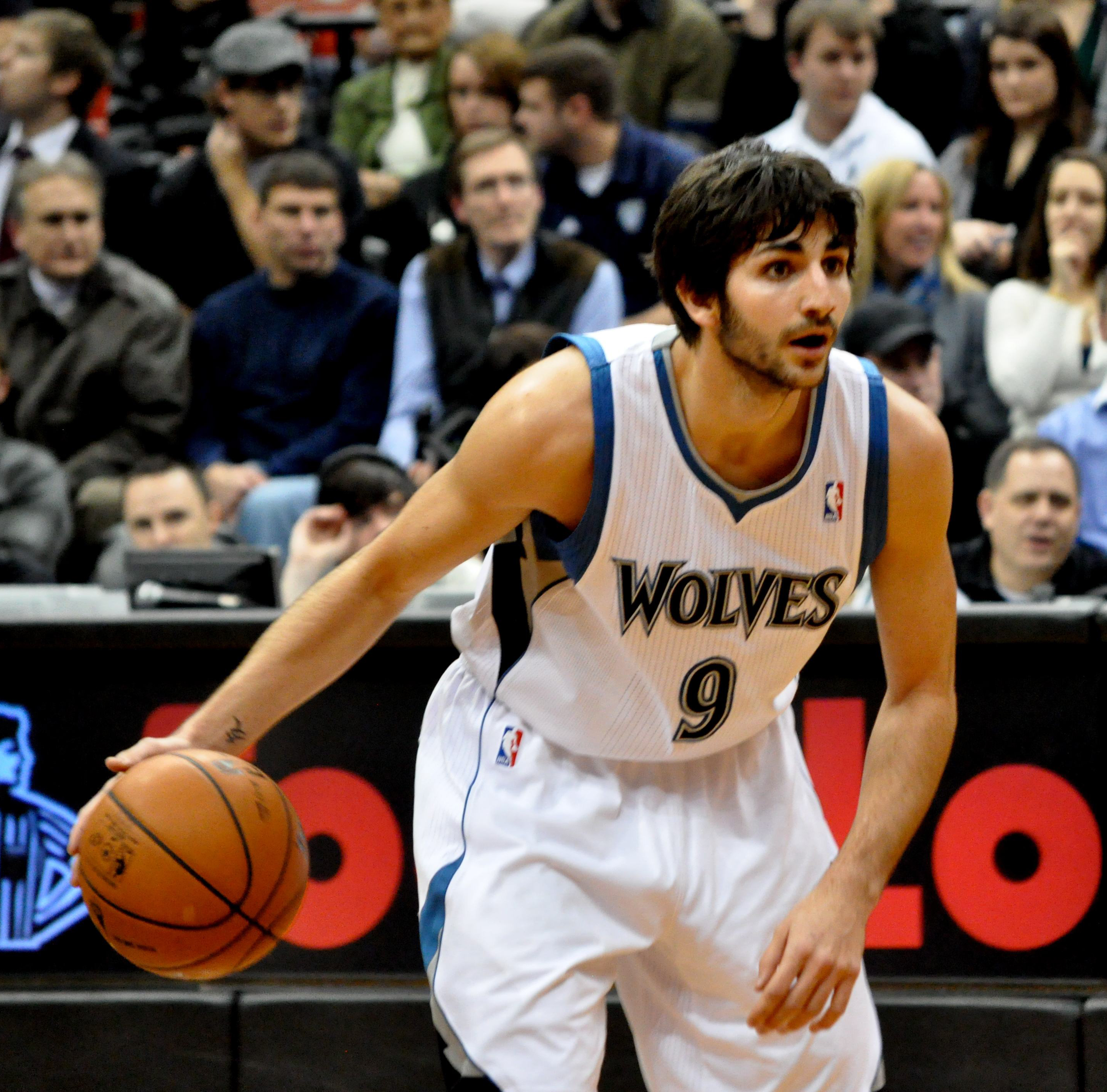
Ricky Rubio in azione con i Minnesota Timberwolves

Nella stagione successiva Rubio rientrò il 16 dicembre 2012 dopo 9 mesi e 3 giorni nella gara contro i Dallas Mavericks in cui mise a referto 8 punti e 9 assist in 19 minuti, contribuendo alla vittoria della squadra. Il 12 marzo 2013 nella partita contro i San Antonio Spurs realizzò la sua prima tripla doppia in carriera con 21 punti, 13 rimbalzi e 12 assist. Il 25 marzo 2017 si rese protagonista di un passaggio dietro la schiena dalla sua metà campo contro i Los Angeles Lakers consegnato a Brandon Rush che segnò 2 punti. Il 31 marzo 2017 segnò 33 punti nella gara giocata in casa e vinta col punteggio di 119-104 contro i Los Angeles Lakers; in quella gara consegnò anche 10 assist, andando così in doppia-doppia.

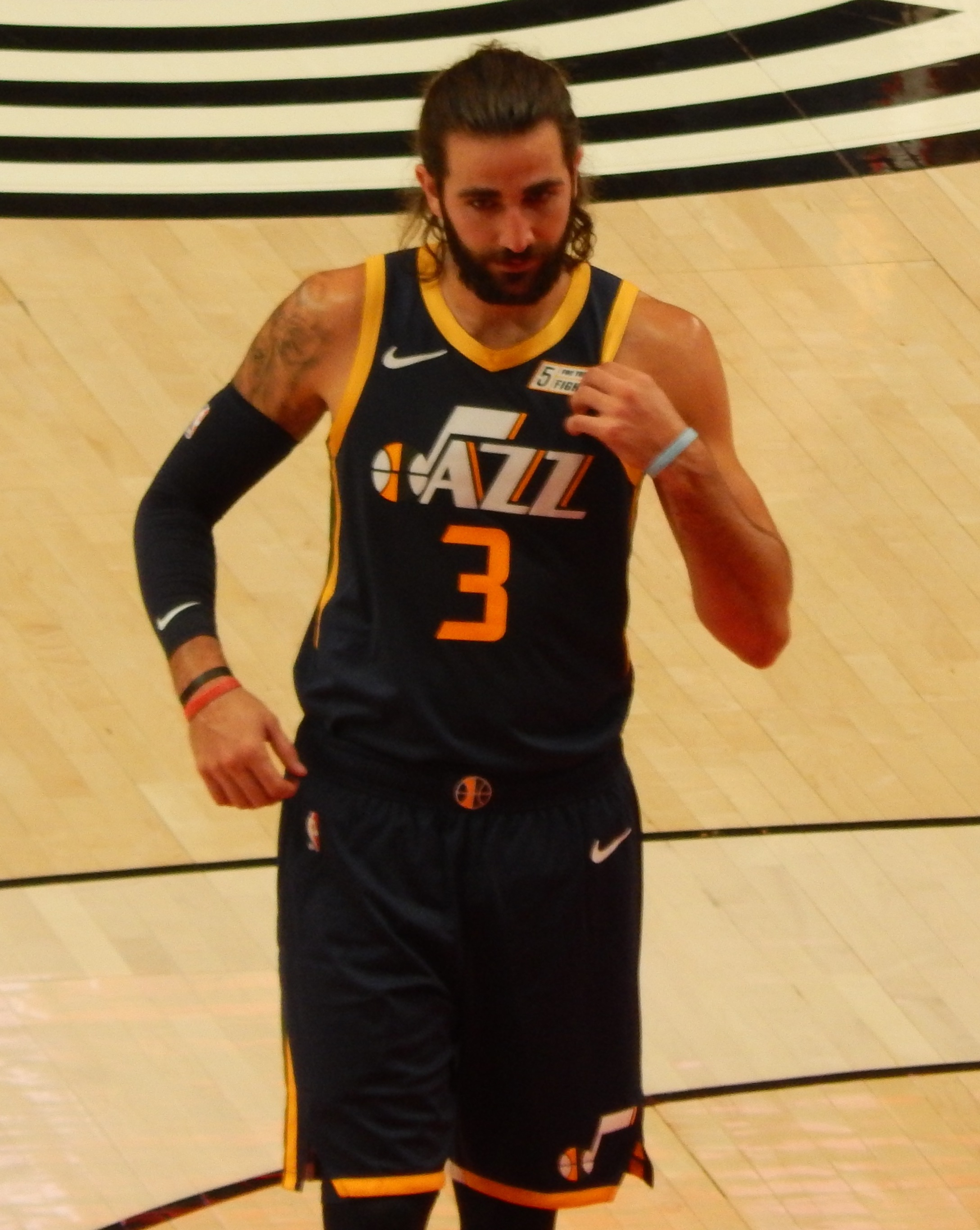
Rubio in azione con gli Utah Jazz nel 2018

#### Utah Jazz (2017-2019)
Il 28 giugno 2017 venne ceduto dai Timberwolves agli Utah Jazz in cambio di una futura prima scelta. Il 3 febbraio 2018 realizzò il suo career-high di punti, segnandone 34 contro i San Antonio Spurs. Il 22 aprile 2018 realizzò la sua prima tripla doppia in una partita di play-off, 26 punti, 11 rimbalzi e 10 assist in gara 3 contro gli Oklahoma City Thunder.

#### Phoenix Suns (2019-2020)
L'8 luglio 2019, dopo essere stato cercato dagli Indiana Pacers, firmò un triennale da 51 milioni di dollari con i Phoenix Suns.

#### Minnesota Timberwolves (2020-2021)
Dopo essere stato scambiato dai Suns agli Oklahoma City Thunder, nell'ambito del Draft NBA 2020 venne nuovamente scambiato con le scelte numero 25 e 28 ai Minnesota Timberwolves, in cambio della scelta numero 17. Fece così ritorno a Minneapolis dopo tre anni.

#### Cleveland Cavaliers e Indiana Pacers (2021-2024)
Il 3 agosto 2021 si è trasferito ai Cleveland Cavaliers in cambio di Taurean Prince, una futura seconda scelta e un conguaglio economico.
Il 6 febbraio 2022 è stato scambiato agli Indiana Pacers per Caris LeVert e una scelta al secondo giro del draft dello stesso anno. Con la maglia dei Pacers non è mai sceso in campo a causa di una lesione al legamento crociato anteriore sinistro che si era procurato pochi mesi prima.
L'8 luglio 2022 è tornato ai Cavaliers, firmando un contratto triennale.
Il 5 agosto 2023 ha annunciato che si sarebbe preso una pausa lontano dal campo per concentrarsi sulla sua salute mentale.
Il 4 gennaio 2024 ha annunciato il proprio ritiro dalla NBA.

### Ritorno in Europa (2024-)
Il 6 febbraio 2024 ha firmato con il Barcellona fino al termine della stagione, tornando al club spagnolo dopo 13 anni.

### Nazionale
Rubio esordì con la Nazionale maggiore spagnola all'età di 17 anni nel 2008, dopo aver giocato solamente con l'Under-16 nel 2006, saltando tutta la trafila delle giovanili. Diventò il terzo debuttante più giovane nella storia della nazionale iberica. Giocò le Olimpiadi di Pechino lo stesso anno con la Spagna (che all'epoca aveva nel team 4 giocatori NBA, ovvero Pau Gasol, Marc Gasol, José Calderón, Rudy Fernandez e 3 ex-NBA come Raül López, Juan Carlos Navarro e Jorge Garbajosa), e arrivò fino in finale dove si sfidò con gli Stati Uniti, favoriti per la vittoria. Rubio divenne così il più giovane giocatore a giocare una finale di basket alle Olimpiadi; gli iberici, seppur dando filo da torcere agli statunitensi, persero per 117-108. Con il tempo diventò un giocatore sempre più importante per la squadra giocando nei tornei successivi.
Alle Olimpiadi 2021 la Spagna viene eliminata per 95-81 dagli Stati Uniti ai quarti nonostante 38 punti realizzati da Rubio; con questo è diventato il cestista ad avere realizzato più punti per la Spagna in una partita delle Olimpiadi.

## Statistiche

### NBA

#### Regular Season
| Anno      | Squadra             | PG  | PT  | MP   | TC%  | 3P%  | TL%  | RP  | AP  | PRP | SP  | PP   |
| --------- | ------------------- | --- | --- | ---- | ---- | ---- | ---- | --- | --- | --- | --- | ---- |
| 2011-2012 | Minnesota T'wolves  | 41  | 31  | 34,2 | 35,7 | 34,0 | 80,3 | 4,2 | 8,2 | 2,2 | 0,2 | 10,6 |
| 2012-2013 | Minnesota T'wolves  | 57  | 47  | 29,7 | 36,0 | 29,3 | 79,9 | 4,0 | 7,3 | 2,4 | 0,1 | 10,7 |
| 2013-2014 | Minnesota T'wolves  | 82  | 82  | 32,2 | 38,1 | 33,1 | 80,2 | 4,2 | 8,6 | 2,3 | 0,1 | 9,5  |
| 2014-2015 | Minnesota T'wolves  | 22  | 22  | 31,5 | 35,6 | 25,5 | 80,3 | 5,7 | 8,8 | 1,7 | 0,0 | 10,3 |
| 2015-2016 | Minnesota T'wolves  | 76  | 76  | 30,6 | 37,4 | 32,6 | 84,7 | 4,3 | 8,7 | 2,1 | 0,1 | 10,1 |
| 2016-2017 | Minnesota T'wolves  | 75  | 75  | 32,9 | 40,2 | 30,6 | 89,1 | 4,1 | 9,1 | 1,7 | 0,1 | 11,1 |
| 2017-2018 | Utah Jazz           | 77  | 77  | 29,3 | 41,8 | 35,2 | 86,6 | 4,6 | 5,3 | 1,6 | 0,1 | 13,1 |
| 2018-2019 | Utah Jazz           | 68  | 67  | 27,9 | 40,4 | 31,1 | 85,5 | 3,6 | 6,1 | 1,3 | 0,1 | 12,7 |
| 2019-2020 | Phoenix Suns        | 65  | 65  | 31,0 | 41,5 | 36,1 | 86,3 | 4,7 | 8,8 | 1,4 | 0,2 | 13,0 |
| 2020-2021 | Minnesota T'wolves  | 68  | 51  | 26,1 | 38,8 | 30,8 | 86,7 | 3,3 | 6,4 | 1,4 | 0,1 | 8,6  |
| 2021-2022 | Cleveland Cavaliers | 34  | 8   | 28,5 | 36,3 | 33,9 | 85,4 | 4,1 | 6,6 | 1,4 | 0,2 | 13,1 |
| 2022-2023 | Cleveland Cavaliers | 33  | 2   | 17,2 | 34,3 | 25,6 | 80,0 | 2,1 | 3,5 | 0,8 | 0,2 | 5,2  |
| Carriera  | Carriera            | 698 | 603 | 29,6 | 38,8 | 32,4 | 84,3 | 4,1 | 7,4 | 1,8 | 0,1 | 10,8 |

#### Play-off
| Anno     | Squadra             | PG | PT | MP   | TC%  | 3P%  | TL%  | RP  | AP  | PRP | SP  | PP   |
| -------- | ------------------- | -- | -- | ---- | ---- | ---- | ---- | --- | --- | --- | --- | ---- |
| 2018     | Utah Jazz           | 6  | 6  | 30,2 | 35,4 | 31,3 | 78,3 | 7,3 | 7,0 | 1,3 | 0,5 | 14,0 |
| 2019     | Utah Jazz           | 5  | 5  | 33,6 | 42,4 | 20,0 | 85,0 | 3,2 | 8,6 | 2,4 | 0,2 | 15,4 |
| 2023     | Cleveland Cavaliers | 3  | 0  | 5,7  | 0,0  | -    | -    | 2,0 | 1,0 | 0,3 | 0,0 | 0,0  |
| Carriera | Carriera            | 14 | 11 | 26,1 | 38,4 | 26,9 | 81,4 | 4,7 | 6,3 | 1,5 | 0,3 | 11,5 |

#### Massimi in carriera
- Massimo di punti: 37 vs New York Knicks (8 novembre 2021)[28]
- Massimo di rimbalzi: 13 (4 volte)
- Massimo di assist: 19 vs Washington Wizards (13 marzo 2017)
- Massimo di palle rubate: 8 (2 volte)
- Massimo di stoppate: 2 (6 volte)
- Massimo di minuti giocati: 49 vs Dallas Mavericks (19 marzo 2014)

### Eurolega
| Anno       | Squadra           | PG | PT | MP   | TC%  | 3P%  | TL%  | RP  | AP  | PRP | SP  | PP  |
| ---------- | ----------------- | -- | -- | ---- | ---- | ---- | ---- | --- | --- | --- | --- | --- |
| 2006-2007  | Joventut Badalona | 16 | 0  | 18,9 | 34,8 | 16,7 | 76,7 | 2,4 | 2,8 | 3,2 | 0,1 | 3,6 |
| 2008-2009  | Joventut Badalona | 5  | 2  | 13,3 | 30,0 | 33,3 | 62,5 | 2,4 | 2,8 | 1,8 | 0,0 | 2,4 |
| 2009-2010† | Barcellona        | 22 | 22 | 20,9 | 37,0 | 35,8 | 89,3 | 2,9 | 4,1 | 1,4 | 0,0 | 6,8 |
| 2010-2011  | Barcellona        | 20 | 17 | 22,7 | 31,0 | 22,4 | 83,6 | 3,2 | 3,6 | 1,6 | 0,0 | 6,4 |
| 2023-2024  | Barcellona        | 13 | 3  | 17,3 | 27,4 | 18,2 | 85,2 | 3,2 | 4,3 | 1,4 | 0,0 | 4,7 |
| Carriera   | Carriera          | 76 | 44 | 19,8 | 32,8 | 26,2 | 83,5 | 2,9 | 3,6 | 1,9 | 0,0 | 5,4 |

## Palmarès

### Club

#### Trofei nazionali
- Campionato spagnolo: 1

Barcellona: 2010-11
- Liga catalana: 4

Joventut Badalona: 2005, 2007, 2008
Barcellona: 2009
- Copa del Rey: 3

Joventut Badalona: 2008
Barcellona: 2010, 2011
- Supercoppa spagnola: 2

Barcellona: 2009, 2010

#### Trofei internazionali
- ULEB Cup: 1

Joventut Badalona: 2007-08
- Eurolega: 1

Barcellona: 2009-10

### Nazionale
- Mondiali:  1

2019
- Europei:  2

2009, 2011

### Individuale
- FIBA Europe Young Men's Player of the Year Award: 3

2007, 2008, 2009
- Mister Europa European Player of the Year Award: 1

2008
- Euroleague Rising Star Trophy: 1

Barcellona: 2009-10
- NBA All-Rookie First Team: 1

Minnesota Timberwolves: 2011-12
- FIBA World Cup MVP: 1

2019
- FIBA World Cup All-Tournament Teams: 1

2019
- FIBA Men's Olympics All-Star Five Tokyo 2020